# Доло
До̀ло (на италиански: Dolo; на венециански: El Dòło, Ел Доло) е град и община в Северна Италия, провинция Венеция, регион Венето. Разположен е на 7 m надморска височина. Населението на общината е 15 099 души (към 2014 г.).